# Bochot
Bochot (bulgariska: Бохот) är ett distrikt i Bulgarien.   Det ligger i kommunen Obsjtina Pleven och regionen Pleven, i den centrala delen av landet, 130 km nordost om huvudstaden Sofia.
Trakten runt Bochot består till största delen av jordbruksmark. Runt Bochot är det ganska tätbefolkat, med 60 invånare per kvadratkilometer.